# Reinhard Saftig
Reinhard Safting (Ueserfeld, 23 gennaio 1958) è un allenatore di calcio tedesco.

## Palmarès

### Allenatore

#### Competizioni nazionali
- Coppa di Germania: 1

Bayer Leverkusen: 1992-93